# Тевтоны

Миграция тевтонов во время Кимврской войны

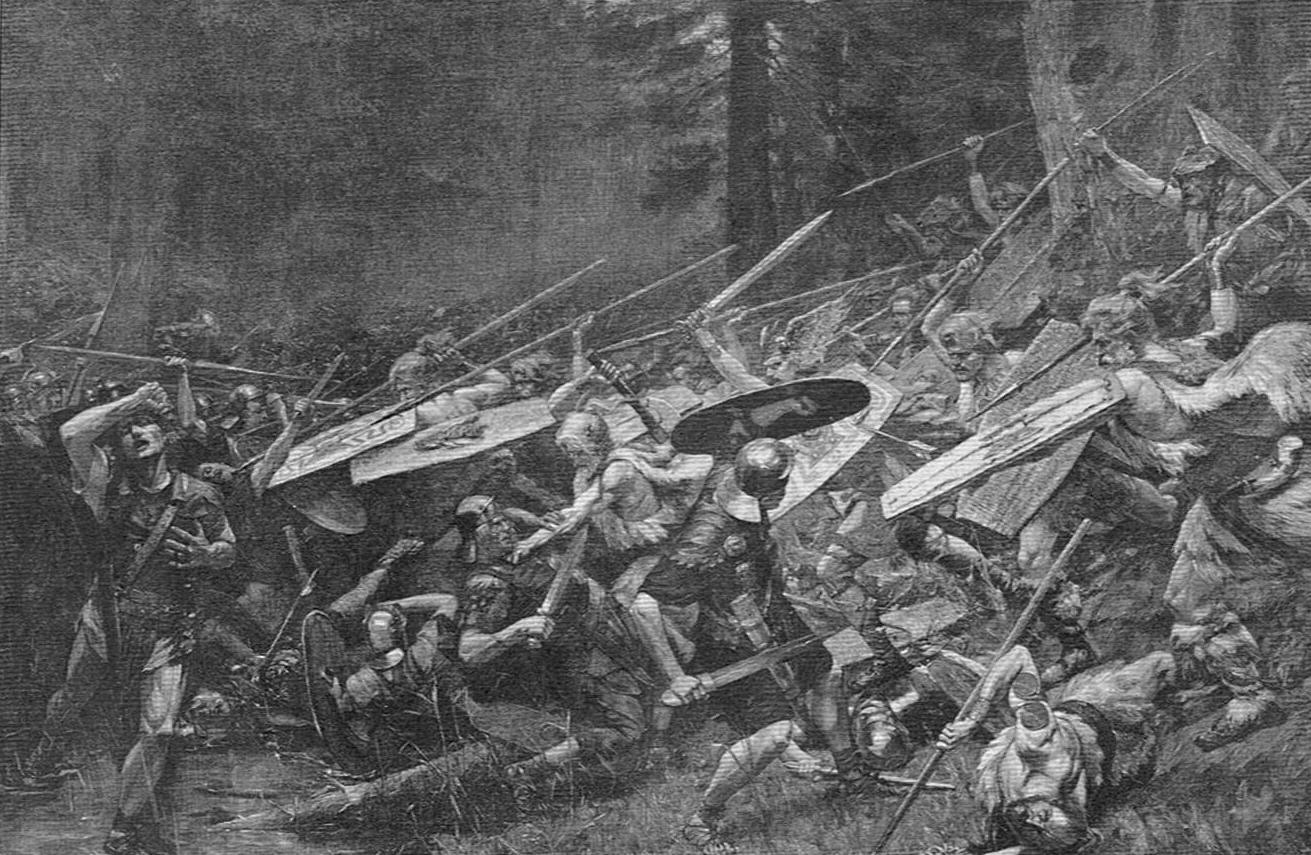
Тевтоны в атаке. Репродукция картины 1899 года

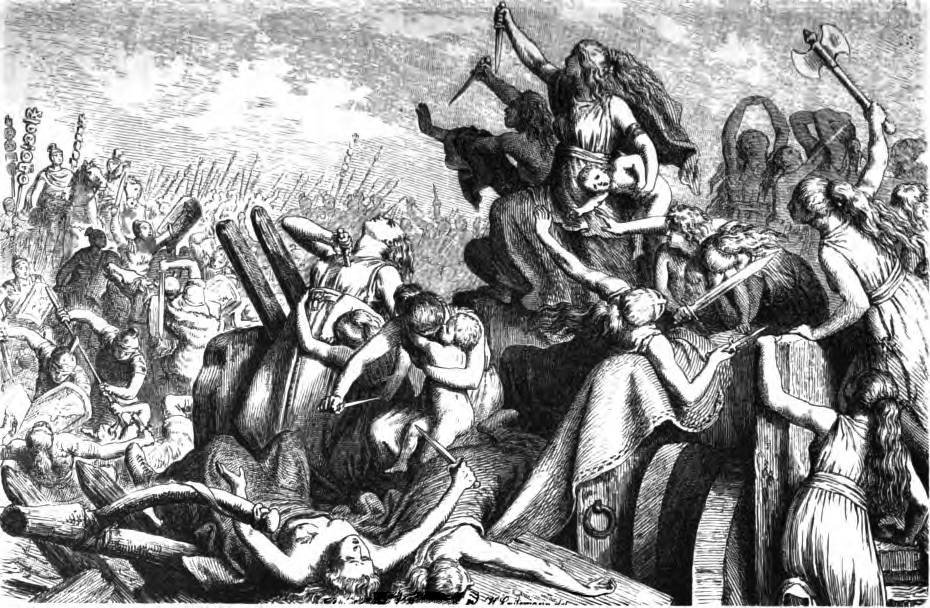
Рисунок Г. Лёйтеманна, «Furor Teutonicus», тевтонские женщины, обороняющие лагерь и кончающие жизнь самоубийством, 1882 год

Тевто́ны (лат. Teutoni, Teutonae; др.-греч. Τεύτονες, Teutones; нем. Teutonen; дат. Teutonerne;  Тевтонова́ры, лат. Teutonovari) — древнегерманское племя, жившее на западном побережье полуострова Ютландия, в низовьях реки Эльбы и на датских островах, и вместе с кимврами раньше других германцев пришедшие в столкновение с древними римлянами.
Тевтоны отнесены к третьему из главнейших западногерманских племён, как и фризы, хавки, амсиварии, бруктеры, ангриварии (энгры), саксы, англы, свардоны — ингевонам, и их германское происхождение бесспорно, и по всей вероятности, оба народа — тевтоны и кимвры  пришли с севера Германии, из Северной Альбингии, на юг, где соединились с галльскими тигуринами и амвронами того же племени.

## История
В «Географии» Птолемея тевтоны упоминаются как одно из германских племён, проживавшее рядом с аварнами, свевами и фародинами.
В конце II века до нашей эры тевтоны двинулись с Ютландского полуострова на юг, а часть их осталась на севере (имя их сохранилось в названии местности Дитмаршен (Dithmarschen)), и вторглись, в 110 году до н. э., в Галлию, соединившись с кимврами, затем вместе с ними и другими германскими племенами направились в Северную Италию. Это вторжение явилось «первой волной» нашествия варваров на Древний Рим.
На пути в Италию совместно с амбронами, в 102 году до нашей эры, несмотря на своё численное превосходство, тевтоны были полностью разбиты 30-тысячным войском римского военачальника Гая Мария в битве при Аквах Секстиевых (Aquae Sextiae, древнеримское селение севернее Массилии (ныне город Экс-ан-Прованс близ Марселя, Франция). После этого упоминание о тевтонах как племени исчезает.
Исторически слово «тевтонцы» иногда употреблялось для обозначения всех германцев и впоследствии немцев вообще. От этого слова происходит название рыцарского Тевтонского ордена.

## В астрономии
В честь тевтонов назван астероид (1044) Тевтония, открытый 10 мая 1924 года немецким астрономом Карлом Райнмутом в обсерватории Хайдельберг.